# فلیکس ویدال سلیس
فلیکس ویدال سلیس (اسپانیایی: Félix Vidal Celis‎؛ زادهٔ ۲۱ اوت ۱۹۸۲) دوچرخه‌سوار اهل اسپانیا است.
وی عضو تیم‌هایی همچون تیم اونسه و سونیر دوال-پرودیر بوده است.